# Lomwe
Lomwe är ett makuaspråk (i sin tur ett bantuspråk) som i slutet av 1900-talet talades av omkring 2 miljoner människor i Mocambique och Malawi.